# Platycoelia lutescens
Platycoelia lutescens är en skalbaggsart som beskrevs av Blanchard 1851. Platycoelia lutescens ingår i släktet Platycoelia och familjen Rutelidae. Inga underarter finns listade i Catalogue of Life.